# Llista de topònims de Santpedor
Llista de topònims (noms propis de lloc) del municipi de Santpedor, al Bages
Informació actualitzada per un bot. Els canvis manuals es perdran quan s'actualitzi!

## carrer
| imatge | Nom                   | Ubicat a  | instància de | Detalls | coordenades                                          | Protecció                                  | Commons (més fotos)               | Dades a WD                    |
| ------ | --------------------- | --------- | ------------ | ------- | ---------------------------------------------------- | ------------------------------------------ | --------------------------------- | ----------------------------- |
|        | carrer de Santa Maria | Santpedor | carrer       |         | 41° 47′ 01″ N, 1° 50′ 22″ E / 41.78375°N,1.839419°E  | bé integrant del patrimoni cultural català | Carrer de Santa Maria (Santpedor) | Modifica les dades a Wikidata |
|        | carrer del Born       | Santpedor | carrer       |         | 41° 47′ 00″ N, 1° 50′ 20″ E / 41.783294°N,1.838788°E | bé integrant del patrimoni cultural català | Carrer del Born i carrer Cobert   | Modifica les dades a Wikidata |
|        | carrer dels Arcs      | Santpedor | carrer       |         | 41° 47′ 04″ N, 1° 50′ 18″ E / 41.784456°N,1.838308°E | bé integrant del patrimoni cultural català | Carrer dels Arcs (Santpedor)      | Modifica les dades a Wikidata |

## casa
| imatge | Nom           | Ubicat a  | instància de     | Detalls                     | coordenades                                          | Protecció                   | Commons (més fotos)       | Dades a WD                    |
| ------ | ------------- | --------- | ---------------- | --------------------------- | ---------------------------------------------------- | --------------------------- | ------------------------- | ----------------------------- |
|        | Cal Ballaró   | Santpedor | casa casa pairal |                             |                                                      |                             |                           | Modifica les dades a Wikidata |
|        | Cal Bosch     | Santpedor | casa             | Estil: arquitectura popular | 41° 47′ 01″ N, 1° 50′ 22″ E / 41.783606°N,1.83944°E  | bé cultural d'interès local | Cal Bosch (Santpedor)     | Modifica les dades a Wikidata |
|        | Cal Missals   | Santpedor | casa             |                             | 41° 47′ 02″ N, 1° 50′ 20″ E / 41.783784°N,1.838782°E | bé cultural d'interès local | Cal Missals               | Modifica les dades a Wikidata |
|        | Casa Llissach | Santpedor | casa             |                             | 41° 47′ 03″ N, 1° 50′ 28″ E / 41.784191°N,1.841181°E | bé cultural d'interès local | Casa Llissach (Santpedor) | Modifica les dades a Wikidata |

## edifici
| imatge | Nom                                       | Ubicat a  | instància de | Detalls                                       | coordenades                                                                             | Protecció                   | Commons (més fotos)                      | Dades a WD                    |
| ------ | ----------------------------------------- | --------- | ------------ | --------------------------------------------- | --------------------------------------------------------------------------------------- | --------------------------- | ---------------------------------------- | ----------------------------- |
|        | Auditori Convent Sant Francesc            | Santpedor | edifici      | Estil: arquitectura barroca Superfície: 597m² | 41° 46′ 53″ N, 1° 50′ 25″ E / 41.781291111111°N,1.8403130555556°E ca:Carrer Convent s/n | bé cultural d'interès local |                                          | Modifica les dades a Wikidata |
|        | Celler del Sindicat Agrícola de Santpedor | Santpedor | edifici      |                                               | 41° 47′ 07″ N, 1° 50′ 35″ E / 41.785193°N,1.843014°E                                    | bé cultural d'interès local | Celler del Sindicat Agrícola (Santpedor) | Modifica les dades a Wikidata |
|        | Fàbrica de Cal Clarassó                   | Santpedor | edifici      | Estil: arquitectura popular                   | 41° 47′ 02″ N, 1° 50′ 17″ E / 41.783926°N,1.837946°E                                    | bé cultural d'interès local | Fàbrica de Cal Clarassó                  | Modifica les dades a Wikidata |

## entitat singular de població
| imatge | Nom                      | Ubicat a  | instància de                                   | Detalls  | coordenades                                                                 | Protecció | Commons (més fotos) | Dades a WD                    |
| ------ | ------------------------ | --------- | ---------------------------------------------- | -------- | --------------------------------------------------------------------------- | --------- | ------------------- | ----------------------------- |
|        | Santpedor                | Santpedor | entitat singular de població capital municipal | 7179 hab | 41° 47′ 04″ N, 1° 50′ 21″ E / 41.78453445°N,1.83917708°E 323 msnm           |           |                     | Modifica les dades a Wikidata |
|        | el Mirador de Montserrat | Santpedor | entitat singular de població                   | 528 hab  | 41° 47′ 17″ N, 1° 49′ 42″ E / 41.7881075227443°N,1.8282210295961°E 350 msnm |           |                     | Modifica les dades a Wikidata |

## església
| imatge | Nom                                   | Ubicat a  | instància de     | Detalls                                                                | coordenades | Protecció                                  | Commons (més fotos)                   | Dades a WD                    |
| ------ | ------------------------------------- | --------- | ---------------- | ---------------------------------------------------------------------- | --- | ------------------------------------------ | ------------------------------------- | ----------------------------- |
|        | Convent de Sant Francesc              | Santpedor | església         | Estil: barroc 1729                                                     | 41° 46′ 53″ N, 1° 50′ 25″ E / 41.781291°N,1.840313°E 41° 46′ 53″ N, 1° 50′ 25″ E / 41.78138888888889°N,1.8402777777777777°E                    | bé cultural d'interès local                | Convent de Sant Francesc (Santpedor)  | Modifica les dades a Wikidata |
|        | Església Parroquial de Sant Pere d'Or | Santpedor | església         | Estil: arquitectura romànica 12nd century Estat: enderrocat o destruït | |                                            | Església Parroquial de Sant Pere d'Or | Modifica les dades a Wikidata |
|        | Sant Francesc de Santpedor            | Santpedor | església         | Estil: arquitectura romànica                                           | 41° 46′ 37″ N, 1° 49′ 56″ E / 41.777082°N,1.832148°E                                                                                           | bé integrant del patrimoni cultural català | Sant Francesc de Santpedor            | Modifica les dades a Wikidata |
|        | Sant Pere de Vallbona                 | Santpedor | església capella |                                                                        | 41° 47′ 40″ N, 1° 48′ 14″ E / 41.7943511433364°N,1.80393949973243°E                                                                            |                                            |                                       | Modifica les dades a Wikidata |
|        | Santa Anna de Claret                  | Santpedor | església         | Estil: arquitectura barroca                                            | 41° 46′ 36″ N, 1° 51′ 38″ E / 41.77665833°N,1.86065556°E Claret                                                                                | bé cultural d'interès local                | Santa Anna de Claret                  | Modifica les dades a Wikidata |
|        | Santa Maria de Claret                 | Santpedor | església         | Estil: arquitectura romànica art preromànic 10th century               | 41° 46′ 36″ N, 1° 51′ 39″ E / 41.776659°N,1.860902°E ca:Claret. Parròquia de Santa Maria de Claret. s/n (08272 Sant Fruitós de Bages) 309 msnm | bé cultural d'interès local                | Església de Santa Maria de Claret     | Modifica les dades a Wikidata |
|        | església de Sant Pere                 | Santpedor | església         |                                                                        | 41° 47′ 04″ N, 1° 50′ 20″ E / 41.7844°N,1.83889°E                                                                                              | bé integrant del patrimoni cultural català | Sant Pere de Santpedor                | Modifica les dades a Wikidata |

## font
| imatge | Nom                 | Ubicat a  | instància de | Detalls                     | coordenades | Protecció                   | Commons (més fotos) | Dades a WD                    |
| ------ | ------------------- | --------- | ------------ | --------------------------- | --- | --------------------------- | ------------------- | ----------------------------- |
|        | font de la Riera    | Santpedor | font         |                             | 41° 46′ 34″ N, 1° 51′ 20″ E / 41.77603°N,1.855639°E                                                                      |                             |                     | Modifica les dades a Wikidata |
|        | font de les Escales | Santpedor | font         | Estil: arquitectura popular | 41° 47′ 03″ N, 1° 50′ 24″ E / 41.784199°N,1.840018°E ca:Carrer Clot de les Aigües - plaça de la Font, Santpedor 320 msnm | bé cultural d'interès local | Font de les Escales | Modifica les dades a Wikidata |

## granja
| imatge | Nom                  | Ubicat a  | instància de | Detalls | coordenades                                                         | Protecció | Commons (més fotos) | Dades a WD                    |
| ------ | -------------------- | --------- | ------------ | ------- | ------------------------------------------------------------------- | --------- | ------------------- | ----------------------------- |
|        | Granges Cornet       | Santpedor | granja       |         | 41° 46′ 40″ N, 1° 50′ 40″ E / 41.7776799346711°N,1.8444504105141°E  |           |                     | Modifica les dades a Wikidata |
|        | Granges Vila         | Santpedor | granja       |         | 41° 46′ 36″ N, 1° 50′ 40″ E / 41.7766812064353°N,1.84455256792541°E |           |                     | Modifica les dades a Wikidata |
|        | Granges del Canelles | Santpedor | granja       |         | 41° 46′ 31″ N, 1° 49′ 46″ E / 41.775374960459°N,1.82940338943896°E  |           |                     | Modifica les dades a Wikidata |
|        | Granges del Noguera  | Santpedor | granja       |         | 41° 47′ 20″ N, 1° 50′ 07″ E / 41.7889727832621°N,1.83536595217646°E |           |                     | Modifica les dades a Wikidata |
|        | Granges del Soler    | Santpedor | granja       |         | 41° 46′ 37″ N, 1° 49′ 43″ E / 41.7768354397622°N,1.82865487924698°E |           |                     | Modifica les dades a Wikidata |
|        | Granja Bonveí        | Santpedor | granja       |         | 41° 46′ 54″ N, 1° 51′ 46″ E / 41.7816089626592°N,1.86270671911003°E |           |                     | Modifica les dades a Wikidata |
|        | Granja Camargo       | Santpedor | granja       |         | 41° 47′ 33″ N, 1° 49′ 17″ E / 41.7926227968905°N,1.82145911818834°E |           |                     | Modifica les dades a Wikidata |
|        | Granja Closa         | Santpedor | granja       |         | 41° 47′ 27″ N, 1° 50′ 08″ E / 41.7908131242067°N,1.83565758491892°E |           |                     | Modifica les dades a Wikidata |
|        | Granja Coll de Forn  | Santpedor | granja       |         | 41° 47′ 29″ N, 1° 50′ 33″ E / 41.7913780894865°N,1.84254353637629°E |           |                     | Modifica les dades a Wikidata |
|        | Granja Guitard       | Santpedor | granja       |         | 41° 47′ 27″ N, 1° 50′ 16″ E / 41.7907708048619°N,1.83770431739423°E |           |                     | Modifica les dades a Wikidata |
|        | Granja Lledó         | Santpedor | granja       |         | 41° 47′ 00″ N, 1° 51′ 10″ E / 41.7832296564252°N,1.85269010857879°E |           |                     | Modifica les dades a Wikidata |
|        | Granja Periques      | Santpedor | granja       |         | 41° 47′ 37″ N, 1° 50′ 27″ E / 41.7935402263969°N,1.84080761144181°E |           |                     | Modifica les dades a Wikidata |
|        | Granja Vidal         | Santpedor | granja       |         | 41° 46′ 13″ N, 1° 50′ 37″ E / 41.770258255344°N,1.843548941339°E    |           |                     | Modifica les dades a Wikidata |

## masia
| imatge | Nom                 | Ubicat a  | instància de | Detalls                                  | coordenades                                                                  | Protecció                                  | Commons (més fotos) | Dades a WD                    |
| ------ | ------------------- | --------- | ------------ | ---------------------------------------- | ---------------------------------------------------------------------------- | ------------------------------------------ | ------------------- | ----------------------------- |
|        | Ca l'Hortolà        | Santpedor | masia        |                                          | 41° 46′ 20″ N, 1° 51′ 02″ E / 41.7722465089963°N,1.85050360644953°E          |                                            |                     | Modifica les dades a Wikidata |
|        | Ca la Petita        | Santpedor | masia        |                                          | 41° 46′ 56″ N, 1° 48′ 47″ E / 41.7821234741587°N,1.81296325325625°E          |                                            |                     | Modifica les dades a Wikidata |
|        | Cal Badal de Claret | Claret    | masia        | Estil: arquitectura popular 17th century | 41° 46′ 36″ N, 1° 51′ 38″ E / 41.776638°N,1.860644°E ca:Santa Anna de Claret | bé integrant del patrimoni cultural català | Cal Badal de Claret | Modifica les dades a Wikidata |
|        | Cal Bonic           | Santpedor | masia        |                                          | 41° 47′ 29″ N, 1° 48′ 39″ E / 41.7914954695485°N,1.81082859833399°E          |                                            |                     | Modifica les dades a Wikidata |
|        | Cal Guix            | Santpedor | masia        |                                          | 41° 47′ 23″ N, 1° 50′ 28″ E / 41.789662649344°N,1.84123852574012°E           |                                            |                     | Modifica les dades a Wikidata |
|        | Cal Mariano         | Santpedor | masia        |                                          | 41° 47′ 29″ N, 1° 49′ 11″ E / 41.7912797748867°N,1.8196062332161°E           |                                            |                     | Modifica les dades a Wikidata |
|        | Cal Napolità        | Santpedor | masia        |                                          | 41° 46′ 20″ N, 1° 48′ 35″ E / 41.7722918443994°N,1.80984789278997°E          |                                            |                     | Modifica les dades a Wikidata |
|        | Cal Pic             | Santpedor | masia        |                                          | 41° 46′ 57″ N, 1° 48′ 45″ E / 41.7823886522788°N,1.81247702113775°E          |                                            |                     | Modifica les dades a Wikidata |
|        | Cal Reig            | Santpedor | masia        |                                          | 41° 47′ 39″ N, 1° 50′ 13″ E / 41.7943031244778°N,1.836978527879°E            |                                            |                     | Modifica les dades a Wikidata |
|        | Cal Riereta         | Santpedor | masia        |                                          | 41° 46′ 29″ N, 1° 51′ 19″ E / 41.7748174576692°N,1.85541493061661°E          |                                            |                     | Modifica les dades a Wikidata |
|        | Cal Saleta          | Santpedor | masia        |                                          | 41° 47′ 41″ N, 1° 48′ 53″ E / 41.7946066150655°N,1.81468272055251°E          |                                            |                     | Modifica les dades a Wikidata |
|        | Can Pinyot          | Santpedor | masia        |                                          | 41° 48′ 04″ N, 1° 50′ 58″ E / 41.8010208172888°N,1.84936351313765°E          |                                            |                     | Modifica les dades a Wikidata |
|        | Casa del Guarda     | Santpedor | masia        |                                          | 41° 46′ 44″ N, 1° 51′ 44″ E / 41.7788028542498°N,1.86220279353471°E          |                                            |                     | Modifica les dades a Wikidata |
|        | Casanova            | Santpedor | masia        |                                          | 41° 46′ 34″ N, 1° 50′ 07″ E / 41.7760030560427°N,1.83537203624359°E          |                                            |                     | Modifica les dades a Wikidata |
|        | Ceba-roja           | Santpedor | masia        |                                          | 41° 47′ 15″ N, 1° 50′ 41″ E / 41.7875798890648°N,1.84459755919857°E          |                                            |                     | Modifica les dades a Wikidata |
|        | Comabella           | Santpedor | masia        |                                          | 41° 45′ 59″ N, 1° 50′ 31″ E / 41.7663147849072°N,1.84191143503085°E          |                                            |                     | Modifica les dades a Wikidata |
|        | Mas Graner          | Santpedor | masia        |                                          | 41° 46′ 01″ N, 1° 50′ 27″ E / 41.7668340803565°N,1.84071106333859°E          |                                            |                     | Modifica les dades a Wikidata |
|        | Mas Llussà          | Santpedor | masia        | Estil: arquitectura popular              | 41° 47′ 22″ N, 1° 51′ 21″ E / 41.789413°N,1.855946°E                         | bé integrant del patrimoni cultural català |                     | Modifica les dades a Wikidata |
|        | Mas d'en Comas      | Santpedor | masia        |                                          | 41° 46′ 13″ N, 1° 51′ 16″ E / 41.770394°N,1.854455°E                         |                                            |                     | Modifica les dades a Wikidata |
|        | Mas de l'Erola      | Santpedor | masia        |                                          | 41° 46′ 49″ N, 1° 48′ 51″ E / 41.7803879215252°N,1.8141023144942°E           |                                            |                     | Modifica les dades a Wikidata |
|        | Torre Calbet        | Santpedor | masia        |                                          | 41° 46′ 37″ N, 1° 50′ 14″ E / 41.7768406844208°N,1.83714972153831°E          |                                            |                     | Modifica les dades a Wikidata |
|        | Torre de Claret     | Santpedor | masia        |                                          | 41° 46′ 35″ N, 1° 51′ 38″ E / 41.7762642166992°N,1.86051500434269°E          |                                            |                     | Modifica les dades a Wikidata |
|        | Torre del Graner    | Santpedor | masia        |                                          | 41° 46′ 28″ N, 1° 49′ 54″ E / 41.774406317569°N,1.83157473852675°E           |                                            |                     | Modifica les dades a Wikidata |
|        | Vallbona            | Santpedor | masia        |                                          | 41° 47′ 39″ N, 1° 48′ 14″ E / 41.7941539098506°N,1.80402741706495°E          |                                            |                     | Modifica les dades a Wikidata |
|        | el Pontgrau         | Santpedor | masia        |                                          | 41° 47′ 16″ N, 1° 49′ 33″ E / 41.7876609389791°N,1.8259426057876°E           |                                            |                     | Modifica les dades a Wikidata |
|        | el Rubís            | Santpedor | masia        |                                          | 41° 46′ 12″ N, 1° 49′ 24″ E / 41.769907111317°N,1.8234230085681°E            |                                            |                     | Modifica les dades a Wikidata |
|        | el Sitjar           | Santpedor | masia        |                                          | 41° 47′ 51″ N, 1° 49′ 29″ E / 41.7974654199345°N,1.82468038304451°E          |                                            |                     | Modifica les dades a Wikidata |

## nucli de població
| imatge | Nom                     | Ubicat a  | instància de      | Detalls | coordenades                                                   | Protecció | Commons (més fotos) | Dades a WD                    |
| ------ | ----------------------- | --------- | ----------------- | ------- | ------------------------------------------------------------- | --------- | ------------------- | ----------------------------- |
|        | Claret                  | Santpedor | nucli de població |         | 41° 46′ 36″ N, 1° 51′ 39″ E / 41.776637°N,1.860824°E 310 msnm |           | Claret (Santpedor)  | Modifica les dades a Wikidata |
|        | Nucli urbà de Santpedor | Santpedor | nucli de població |         |                                                               |           |                     | Modifica les dades a Wikidata |

## polígon industrial
| imatge | Nom                               | Ubicat a  | instància de       | Detalls | coordenades                                                         | Protecció | Commons (més fotos) | Dades a WD                    |
| ------ | --------------------------------- | --------- | ------------------ | ------- | ------------------------------------------------------------------- | --------- | ------------------- | ----------------------------- |
|        | Polígon industrial Les Verges     | Santpedor | polígon industrial |         | 41° 47′ 08″ N, 1° 50′ 54″ E / 41.785688910027°N,1.84822972586677°E  |           |                     | Modifica les dades a Wikidata |
|        | Polígon industrial Riu d'Or       | Santpedor | polígon industrial |         | 41° 46′ 50″ N, 1° 51′ 12″ E / 41.7805694015262°N,1.85326699535435°E |           |                     | Modifica les dades a Wikidata |
|        | Polígon industrial Santa Anna I   | Santpedor | polígon industrial |         | 41° 46′ 47″ N, 1° 51′ 36″ E / 41.7798077411337°N,1.85999501181884°E |           |                     | Modifica les dades a Wikidata |
|        | Polígon industrial Santa Anna II  | Santpedor | polígon industrial |         | 41° 46′ 34″ N, 1° 50′ 58″ E / 41.7760087292559°N,1.84934147883743°E |           |                     | Modifica les dades a Wikidata |
|        | Polígon industrial Santa Anna III | Santpedor | polígon industrial |         | 41° 46′ 53″ N, 1° 50′ 47″ E / 41.7813472263037°N,1.84639413139859°E |           |                     | Modifica les dades a Wikidata |

## porta de ciutat
| imatge | Nom                     | Ubicat a  | instància de    | Detalls | coordenades                                                                       | Protecció                                  | Commons (més fotos)                 | Dades a WD                    |
| ------ | ----------------------- | --------- | --------------- | ------- | --------------------------------------------------------------------------------- | ------------------------------------------ | ----------------------------------- | ----------------------------- |
|        | Portal de Berga         | Santpedor | porta de ciutat |         | 41° 47′ 08″ N, 1° 50′ 19″ E / 41.785555555556°N,1.8386111111111°E ca:Carrer Berga | bé integrant del patrimoni cultural català | Portal de Berga (Santpedor)         | Modifica les dades a Wikidata |
|        | Portal de Sant Francesc | Santpedor | porta de ciutat |         | 41° 47′ 02″ N, 1° 50′ 16″ E / 41.783952°N,1.837734°E                              | bé integrant del patrimoni cultural català | Portal de Sant Francesc (Santpedor) | Modifica les dades a Wikidata |

## Misc
| imatge | Nom                               | Ubicat a                           | instància de                    | Detalls                           | coordenades                                                                   | Protecció                                            | Commons (més fotos)               | Dades a WD                    |
| ------ | --------------------------------- | ---------------------------------- | ------------------------------- | --------------------------------- | ----------------------------------------------------------------------------- | ---------------------------------------------------- | --------------------------------- | ----------------------------- |
|        | Aeròdrom de Santpedor             | Santpedor                          | aeròdrom Ús: aviació militar    | 1937 Estat: enderrocat o destruït | 41° 46′ 31″ N, 1° 50′ 32″ E / 41.775166666666664°N,1.842277777777778°E        |                                                      |                                   | Modifica les dades a Wikidata |
|        | Aiguamolls de la Bòbila           | Santpedor                          | zona humida                     | Superfície: 7.47ha                | 41° 46′ 37″ N, 1° 50′ 14″ E / 41.77683611°N,1.83722222°E                      |                                                      | Aiguamoll de la Bòbila            | Modifica les dades a Wikidata |
|        | Aqüeducte de la Séquia de Manresa | Santpedor                          | aqüeducte pont                  | Hi passa: sèquia de Manresa       | 41° 46′ 44″ N, 1° 51′ 20″ E / 41.778803°N,1.855579°E                          | bé integrant del patrimoni cultural català           | Aqüeducte de la Séquia de Manresa | Modifica les dades a Wikidata |
|        | Dipòsit de la Plaça de Sant Jordi | Santpedor                          | dipòsit d'aigua obra hidràulica |                                   | 41° 47′ 10″ N, 1° 50′ 20″ E / 41.786003°N,1.838848°E                          |                                                      |                                   | Modifica les dades a Wikidata |
|        | Murs i portals de Santpedor       | Santpedor                          | muralla urbana                  |                                   | 41° 47′ 08″ N, 1° 50′ 19″ E / 41.785427°N,1.8387°E                            | bé d'interès cultural bé cultural d'interès nacional | Murs i portals de Santpedor       | Modifica les dades a Wikidata |
|        | Necròpolis del Puig Rodó          | Santpedor                          | necròpolis                      |                                   | 41° 47′ 12″ N, 1° 51′ 10″ E / 41.786529°N,1.852718°E                          | bé cultural d'interès local                          |                                   | Modifica les dades a Wikidata |
|        | Plaça Gran                        | Santpedor                          | plaça                           |                                   | 41° 46′ 59″ N, 1° 50′ 21″ E / 41.783044°N,1.839194°E                          | bé integrant del patrimoni cultural català           | Plaça Gran (Santpedor)            | Modifica les dades a Wikidata |
|        | Pou de glaç                       | Santpedor                          | pou de neu                      |                                   | 41° 46′ 55″ N, 1° 51′ 08″ E / 41.78184°N,1.852231°E                           |                                                      |                                   | Modifica les dades a Wikidata |
|        | Pou del Perico                    | Santpedor                          | pou                             |                                   |                                                                               |                                                      |                                   | Modifica les dades a Wikidata |
|        | Serra dels Morts                  | Castellnou de Bages Santpedor      | serra                           |                                   | 41° 48′ 17″ N, 1° 50′ 24″ E / 41.80466944°N,1.84006389°E 463.7 msnm           |                                                      |                                   | Modifica les dades a Wikidata |
|        | casa consistorial de Santpedor    | Santpedor                          | casa consistorial               |                                   | 41° 46′ 59″ N, 1° 50′ 22″ E / 41.7830936°N,1.8395073°E                        |                                                      |                                   | Modifica les dades a Wikidata |
|        | caseta de Lluçà                   | Santpedor                          | cabana                          |                                   | 41° 47′ 52″ N, 1° 51′ 15″ E / 41.7978096651005°N,1.85429571270858°E           |                                                      |                                   | Modifica les dades a Wikidata |
|        | safareig públic de Santpedor      | Santpedor                          | safareig                        |                                   |                                                                               |                                                      |                                   | Modifica les dades a Wikidata |
|        | sèquia de Manresa                 | Manresa Balsareny                  | séquia                          | Estil: arquitectura popular 1383  | 41° 43′ 26″ N, 1° 49′ 36″ E / 41.724003°N,1.826797°E ca:Claret                |                                                      | Sèquia de Manresa                 | Modifica les dades a Wikidata |
|        | torrent de Joncadella             | Santpedor Sant Joan de Vilatorrada | curs d'aigua                    | Desemboca: Cardener               | 41° 45′ 57″ N, 1° 47′ 36″ E / 41.76584°N,1.79327°E ca:Sant Martí de Torruella |                                                      |                                   | Modifica les dades a Wikidata |